# トライス＝カーデン
トライス＝カーデン (独: Treis-Karden) はドイツ連邦共和国 ラインラント＝プファルツ州コッヘム＝ツェル郡の町村。また、トライス＝カーデン連合自治体 (独: Verbandsgemeinde Treis-Karden) の行政庁所在地となっている。

## 地理

### 位置
モーゼル川沿い、コッヘムの北東約10kmに位置している。